# Laure Mosselman du Chenoy
Laure Mosselman du Chenoy, princesse Ruffo di Calabria et Duchesse de Guardia Lombarda, née à Bruxelles, le 22 décembre 1851 et morte à Naples, le 1er juin 1925 est la deuxième fille du sénateur Théodore Mosselman du Chenoy et d’Isabelle Coghen, fille du comte Jacques Coghen, ministre des Finances de Leopold Ier et vice-président du Sénat belge. Elle est également la grand-mère paternelle de la reine consort des Belges, Paola Ruffo di Calabria,.
La famille Mosselman du Chenoy habitait le château de Wolvendael à Uccle, à présent devenu centre culturel communal, et au Domaine du Chenoy à Court-Saint-Étienne

## Biographie

### Mariage et postérité
Laura Mosselman du Chenoy épouse à Bruxelles, le 14 juillet 1877 Fulco Benjamino Tristano Ruffo di Calabria (Gênes 1848- Naples 1901), directeur d'un armement au Sénégal, 5e duc de Guardia Lombarda, 16e comte de Sinopoli, et maire de Naples en 1895. Laure Mosselman et son mari ont trois enfants : Eleonora (1882-1957), Fulco Ruffo di Calabria (1884-1946), père de Paola, sixième reine des Belges et Ludovico (1885-1952). Cette branche a de nombreux liens avec la noblesse belge.

### Voile de mariée
Le voile que Laura porta à son mariage en 1877 fut aussi porté en 1919 par sa belle-fille Luisa Gazelli di Rossana e di Sebastiano. La comtesse offrit cet objet de famille à sa fille la  Princesse Paola, qui le porta en 1959 à son mariage avec Albert, Prince de Liège.
À son tour ce voile fut porté à leur mariage par les princesses Astrid, Mathilde et Claire. Il fut restauré à deux reprises en 1984 et en  1999. Ce voile, en dentelle de Bruxelles, fait partie du patrimoine des Princes Ruffo di Calabria. La reine Paola en est la propriétaire en 2011.